# Calum Puttergill
Calum Puttergill (* 22. Oktober 1993 in Mthatha, Südafrika) ist ein australischer Tennisspieler.

## Karriere
Im Einzel spielt Puttergill hauptsächlich auf der ITF Future Tour, auf der er 2019 einmal ein Finale erreichen konnte. In Bendigo 2020 erreichte er das erste Mal ein Challenger-Achtelfinale. Kurz darauf stand er mit Platz 323 auf seiner höchsten Position in der Einzel-Tennisweltrangliste. Im Doppel erreichte er 2016 die ersten zwei Future-Finals und im selben Jahr erstmals die Top 1000 des Doppels. Das bislang erfolgreichste Jahr für Puttergill war 2019, als er drei Futures in Folge gewann und wenig später den vierten Titel holte. Neben weiteren Finals bei Futures zog er in Traralgon und Launceston zudem zweimal in ein Challenger-Halbfinale ein, wodurch er im März 2020 seinen Bestwert von Rang 323 in der Weltrangliste erreichte.
Anfang 2021 erhielt er eine Wildcard für die Great Ocean Road Open in Melbourne und gab so sein Debüt auf der ATP Tour. Dort unterlag er mit Scott Puodziunas der Paarung aus Hubert Hurkacz und Jannik Sinner in zwei Sätzen.

## Erfolge
| Legende (Anzahl der Siege) |
| Grand Slam                 |
| ATP Finals                 |
| ATP Tour Masters 1000      |
| ATP Tour 500               |
| ATP Tour 250               |
| ATP Challenger Tour (2)    |

### Doppel

#### Turniersiege
| Nr. | Datum            | Turnier       | Belag     | Partner       | Finalgegner                   | Ergebnis   |
| --- | ---------------- | ------------- | --------- | ------------- | ----------------------------- | ---------- |
| 1.  | 29. Oktober 2022 | Playford City | Hartplatz | Jeremy Beale  | Riō Noguchi Yūsuke Takahashi  | 7:62, 6:4  |
| 2.  | 11. Mai 2024     | Wuxi          | Hartplatz | Reese Stalder | Toshihide Matsui Kaito Uesugi | 7:68, 7:64 |